# Łukasz Kopeć
Łukasz Kopeć herbu Kroje odmienne (zm. 1621) – dworzanin królewski, podkomorzy brzeski litewski (1610), kasztelan brzeski od 1615 roku.

## Życiorys
Przedstawiciel rodu Kopciów pieczętującego się herbem Kroje i powołującego się na pochodzenie od książąt twerskich. 
Był synem koniuszego witebskiego Wasyla Kopcia oraz Polonii z Wołłowiczów, córki Hrehorego Wołłowicza, kasztelana nowogródzkiego, i Zofii Kurzenickiej, córki Iwana Sapiehy. Miał dwóch braci: Filona oraz Wasyla (Bazylego), kasztelana nowogródzkiego. 
Jego żoną od 1610 roku była Katarzyna z Firlejów, córka Mikołaja Firleja, wojewody krakowskiego, i Elżbiety Ligęzianki. Miał z nią syna Aleksandra, późniejszego kasztelana brzeskiego.
Kolejno był dworzaninem królewskim, podkomorzym brzeskim litewski (1610), kasztelanem brzeskim (1615–1621). 
Właściciel Opola, Lubiczyna i Chmielowa. W 1597 r. jeszcze jako królewski dworzanin Łukasz Kopeć doprowadził do wznowienia procesu granicznego między Opolem a dobrami Sapiehów w Łuniewie i Wisznicach.